# Meleki Hatun
Meleki Hatun (turco ottomano: ملکی خاتون , lett. "angelo"; ... – Costantinopoli, 27 febbraio 1656) fu una dama di compagnia di Kösem Sultan, suo figlio Ibrahim I e infine Turhan Sultan, Haseki Sultan di Ibrahim e Valide Sultan (madre) e reggente di Mehmed IV.

## Biografia
Meleki iniziò la sua carriera nell'harem intorno al 1640, come dama di compagnia (musahibe) di Kösem Sultan, Valide Sultan, e di suo figlio, Ibrahim I, che le destinò parte delle entrate dell'Egitto.
Nel 1648 Ibrahim fu deposto e giustiziato e suo figlio di sei anni, Mehmed IV, avuto da Turhan Sultan, venne intronizzato. La reggenza fu affidata, piuttosto che alla madre del bambino, ritenuta troppo giovane e inadatta, alla più esperta nonna Kösem, che era già stata reggente due volte.
Tuttavia, Turhan Sultan non accettava la situazione e spingeva per assumere lei stessa direttamente la reggenza in quanto madre del Sultano. Kösem, in risposta, nel 1652 pianificò di deporre e, forse uccidere, il nipote e la nuora, sostituendolo con il fratellastro Süleyman, la cui madre, Dilaşub Sultan, giudicava di carattere più docile. Il piano fallì proprio a causa di Meleki, che tradì Kösem avvisando Turhan. Quest'ultima rispose organizzando l'assassinio di Kösem, il che le permise di assumere finalmente la reggenza.
Ricompensò Meleki rendendola la sua ancella di fiducia. Liberata dalla schiavitù, la diede in sposa a Şaban Halife Bey, paggio di palazzo, e assegnò loro una lussuosa residenza nella capitale. I due divennero la coppia di potere di Costantinopoli: Meleki esercitava la sua influenza su Turhan e ne sfruttava la relazione a suo vantaggio, mentre il marito creò una sua rete di clientelismo all'interno del Palazzo.
L'influenza di Meleki era tale che venne accusata di avere una relazione carnale sia con la stessa Turhan Sultan, che con suo figlio e con uno o più dei suoi figliastri. Mehmed IV la chiama "zia" in pubblico, inoltre vestiva in modo più lussuoso delle stesse Sultane. Fu anche accusata di redigere o modificare a suo piacimento gli ordini scritti del sultano e di accettare tangenti.
Sia Meleki che suo marito vennero uccisi il 27 febbraio 1656, durante una rivolta militare contro i presunti abusi e la corruzione del governo, e il suo corpo lasciato appeso a un albero come ammonizione. 

## Cultura popolare
- Nel film del 2010 Mahpeyker: Kösem Sultan, Meleki Hatun è interpretata dall'attrice turca Bulut Köpük.
- Nella serie TV del 2015 Il secolo magnifico: Kösem, Meleki Hatun è interpretata dall'attrice turca Ahsen Eroğlu.